# Il caro estinto
Il caro estinto. Una tragedia Anglo-Americana (titolo orig. The Loved One: An Anglo-American Tragedy) è un romanzo breve di Evelyn Waugh del 1948. Satira della società hollywoodiana, sul business dei funerali a Los Angeles, come pure provocatoria illustrazione del culto dei morti in America, è ambientato tra la comunità di espatriati britannici insediati a Hollywood, dove dell'industria cinematografica americana viene offerto un affresco altrettanto corrosivo.

## Trama
Dennis Barlow, un giovane poeta inglese, si trasferisce a Los Angeles per vivere con lo zio, Sir Francis Hinsley, che lavora in uno studio cinematografico. Quando viene licenziato dallo studio, Sir Francis si uccide, e Dennis si reca nell'imponente impresa funebre Whispering Glades per organizzare il funerale. Fa conoscenza con Aimee Thanatogenos, un'estetista, e si trova a competere per la sua attenzione con il sinistro imbalsamatore Joyboy.

## Adattamenti
Il romanzo fu adattato da Terry Southern e Christopher Isherwood nel film omonimo del 1965 diretto da Tony Richardson, non particolarmente fedele al libro.

## Edizioni italiane
- Il caro estinto. Una tragedia Anglo-Americana, traduzione di Maria Stella Ferrari, illustrazioni di Stuart Boyle, Milano, Bompiani, 1949,  p. 174. - Collana I delfini n.69, Bompiani, 1956-1966; Collana Garzanti per tutti - Romanzi e realtà, Milano, Garzanti, 1967; Introduzione di Domenico Porzio, Collana Oscar del ridere n.485, Milano, Mondadori, 1973; Collana Tascabili n.278, Bompiani, 1982.
- Il caro estinto, trad. di M.S. Ferrari riveduta da Guido Almansi, a cura di G. Almansi, Collana I Grandi Tascabili n.452, Milano, Bompiani, 1995-2010, ISBN 978-88-452-6520-4.